# Castelo de Brésis

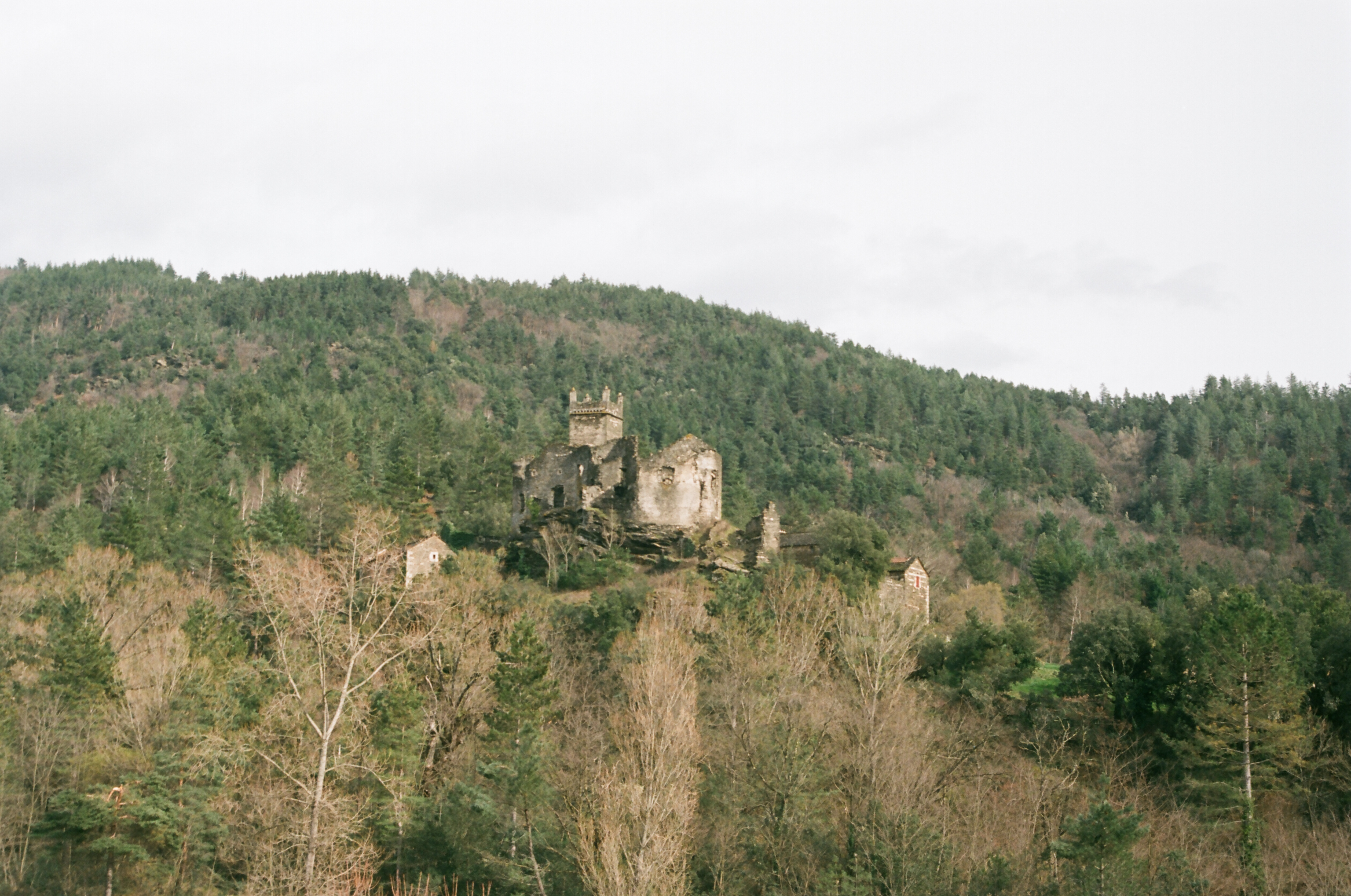
Castelo de Brésis

O Castelo de Brésis (também conhecido como Brisis) é um castelo em ruínas na comuna de Ponteils-et-Brésis, no departamento de Gard, na França.
As ruínas consistem numa torre de menagem de quatro andares rodeada por uma circunvalação.
Ele está listado desde 1997 como um monumento histórico pelo Ministério da Cultura da França. As partes protegidas são a torre de menagem, a abóbada e a capela.